# Nikola Šubić Zrinski
Pour les articles homonymes, voir Nikola Šubić Zrinski (opéra).
Nikola Šubić Zrinski ou Miklós Zrínyi (1508 à Zrin – 8 septembre 1566) est un militaire, homme d'État et écrivain croate (et hongrois) au service de la monarchie des Habsbourg, et membre de la famille noble Zrinski. Il est ban de Croatie de 1542 à 1556.

## Biographie
En 1543, il épouse la riche héritière Catherine (Katarina) Frankopan, fille d'un ancien ban de Croatie. Le roi Ferdinand Ier lui attribue également de vastes possessions en Hongrie ce qui fait des Zrinskis/Zrínyis des personnalités importantes tant en Hongrie qu'en Croatie.

## Carrière militaire

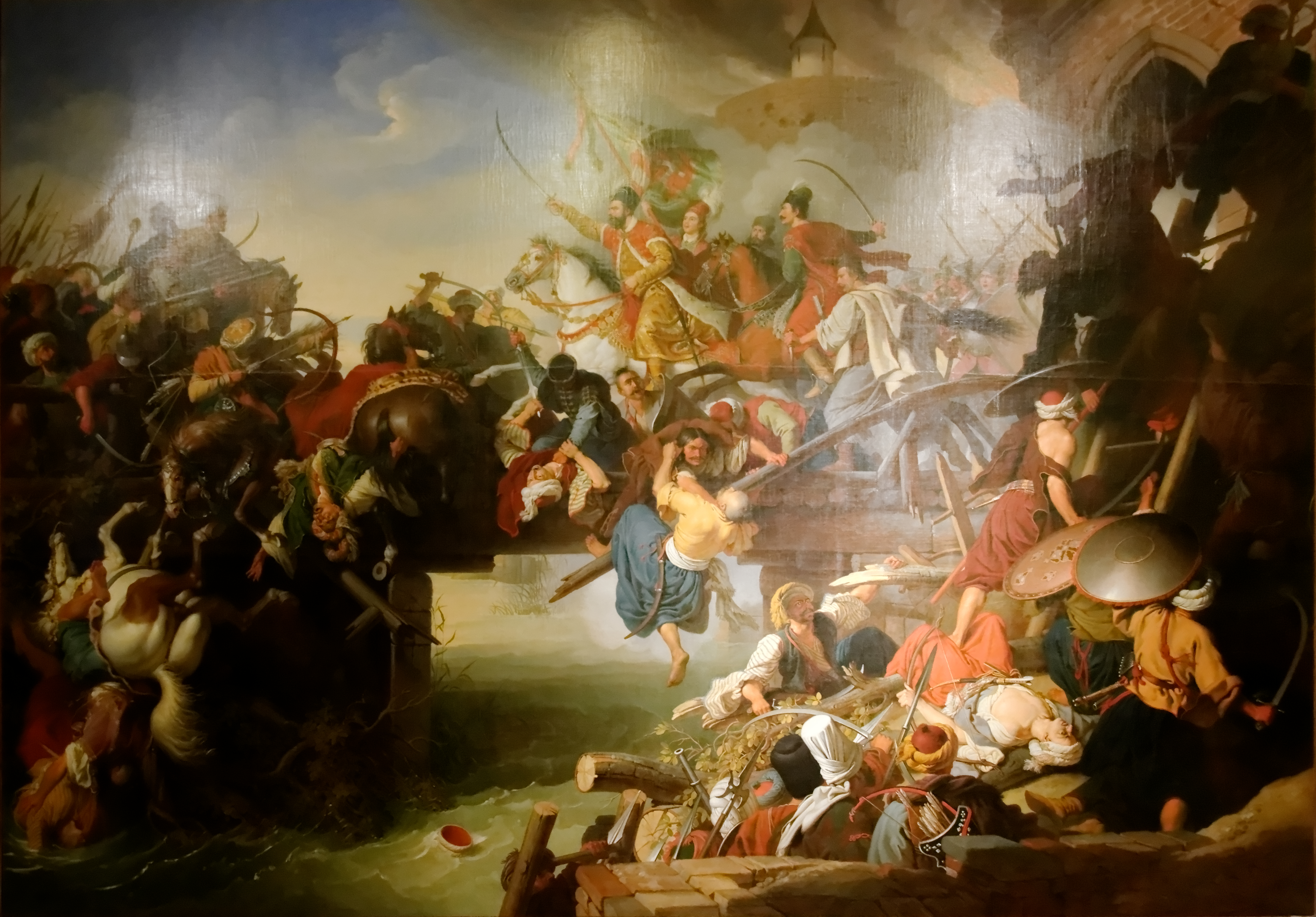
La charge de Nikola Šubić Zrinski depuis la forteresse de Szigetvár (1566). Huile sur toile de Johann Peter Krafft (1825)

Il se distingue lors du siège de Vienne en 1529, et en 1542 sauve l'armée impériale de la défaite devant Pest.
En 1556 Zrinski remporte une série de victoires sur les Ottomans, qui ont abouti à la bataille de Babócsa.

En 1566, du 5 août au 7 septembre, sa petite force de 2 300 soldats défend héroïquement la petite forteresse de Szigetvár contre l'armée ottomane de 90 000 soldats, dirigée par le sultan Soliman le Magnifique en personne lors de la bataille de Szigetvár. 

« Zrinski et les siens tinrent bon pendant des semaines, et, quand la nourriture et les munitions furent épuisées, ils revêtirent leur uniforme d'apparat, mirent dans leurs poches des pièces d'or pour les soldats qui auraient le courage de les tuer, et ils s'élancèrent des ruines du château en une charge de cavalerie suicidaire. […] Pour ajouter au succès spectaculaire que le comte avait réussi à se tailler dans sa défaite, son arrière-petit-fils écrit un poème épique audacieux sur le sujet, si bien que, depuis, le vieux comte mène sa charge de cavalerie dans l'imagination des Hongrois de toutes les générations, les invitant à se battre en dépit de l'inégalité du combat, leur montrant qu'une poignée d'hommes peut infliger des coups mortels à une armée. »

— Stephen Vizinczey, Éloge des femmes mûres

## Culture
Nikola Šubić Zrinski est l'un des personnages principaux de l'opéra épnoyme d'Ivan Zajc. Celui-ci raconte le siège duquel Zrinski organise la défense avec l'armée croate, pour empêcher le sultan ottoman Soliman le Magnifique d'atteindre Vienne.